# 別列卡
49°28′9″N 36°12′5″E / 49.46917°N 36.20139°E
貝雷卡（烏克蘭語：Берека）是位於烏克蘭東部的村莊，由哈爾科夫州洛佐瓦區的阿列克西伊夫卡市鎮負責管轄。該村處於別列卡河畔，始建於1675年，面積4.36平方公里，2001年人口983。